# Deutsche Wasserball-Liga 2014/15
Die Saison 2014/15 der Deutschen Wasserball-Liga begann am 25. Oktober 2014 mit der Hauptrunde und endete mit der Titelverteidigung der Wasserfreunde Spandau 04 mit einem Erfolg im Finale über den ASC Duisburg. Der Rekordmeister aus Spandau sicherte sich damit seinen 34. Titel seit 1979. In die 2. Wasserball-Liga stiegen nach nur einer Saison die Neulinge SpVg Laatzen und SGW Leimen/Mannheim ab.

## Modus
Die Spiele wurden nach dem Rundensystem mit Hauptrunde (Hin- und Rückspiel), Qualifikationsrunde (Best-of-Five) sowie Meisterschaftsrunde (Play-off Endrunde) und Abstiegsrunde (Play-down Endrunde) von Ende Oktober 2014 bis Mitte Juni 2015 ausgetragen.

## Hauptrunde
Gespielt wurde in zwei Gruppen zu je acht Mannschaften in einer einfachen Runde mit Hin- und Rückspiel. In der Gruppe A, der die besten acht Mannschaften der Vorsaison angehörten, qualifizierten sich die ersten vier direkt für die Play-off Endrunde. Die letzten vier der Gruppe A mussten in eine Qualifikationsrunde mit den ersten vier Mannschaften der Gruppe B. Für die letzten vier Mannschaften der Gruppe B ging es direkt in die Play-down Endrunde.

### Gruppe A

#### Abschlusstabelle
| Pl.                             | Verein                         | Sp. | S  | U | N  | Tore    | Diff. | Punkte |
| ------------------------------- | ------------------------------ | --- | -- | - | -- | ------- | ----- | ------ |
| 1.                              | Wasserfreunde Spandau 04 (M,P) | 14  | 12 | 1 | 1  | 216:790 | +137  | 25:30  |
| 2.                              | Waspo 98 Hannover              | 14  | 12 | 1 | 1  | 194:850 | +109  | 25:30  |
| 3.                              | ASC Duisburg                   | 14  | 11 | 0 | 3  | 178:107 | +71   | 22:60  |
| 4.                              | SV Bayer Uerdingen 08          | 14  | 6  | 0 | 8  | 107:147 | −40   | 12:16  |
| 5.                              | SSV Esslingen                  | 14  | 5  | 1 | 8  | 154:171 | −17   | 11:17  |
| 6.                              | SV Cannstatt                   | 14  | 4  | 1 | 9  | 102:158 | −56   | 09:19  |
| 7.                              | White Sharks Hannover          | 14  | 4  | 0 | 10 | 103:182 | −79   | 08:20  |
| 8.                              | SG Neukölln Berlin             | 14  | 0  | 0 | 14 | 105:230 | −125  | 0:28   |
| Stand: Endstand (28. März 2015) |                                |     |    |   |    |         |       |        |

 Teilnehmer an der Qualifikationsrunde Gruppe A – Gruppe B 
 (M) amtierender Meister 
 (P) amtierender Pokalsieger

#### Kreuztabelle
Die Kreuztabelle stellt die Ergebnisse aller Spiele dieser Saison dar. Die Heimmannschaft ist in der linken Spalte aufgelistet und die Gastmannschaft in der obersten Reihe.
| Gruppe A 25. Oktober 2014 – 28. März 2015 | Gruppe A 25. Oktober 2014 – 28. März 2015 | Wasserfreunde Spandau 04 | Waspo 98 Hannover | ASC Duisburg | SV Bayer Uerdingen 08 | SSV Esslingen | SV Cannstatt | White Sharks Hannover | SG Neukölln Berlin |
| ----------------------------------------- | ----------------------------------------- | ------------------------ | ----------------- | ------------ | --------------------- | ------------- | ------------ | --------------------- | ------------------ |
| 01.                                       | Wasserfreunde Spandau 04                  |                          | 11:80             | 13:50        | 21:90                 | 19:80         | 15:20        | 18:20                 | 23:60              |
| 02.                                       | Waspo 98 Hannover                         | 5:5                      |                   | 8:5          | 7:2                   | 18:70         | 14:40        | 19:30                 | 18:50              |
| 03.                                       | ASC Duisburg                              | 6:4                      | 12:14             |              | 15:80                 | 13:11         | 19:60        | 13:50                 | 21:90              |
| 04.                                       | SV Bayer Uerdingen 08                     | 01:15                    | 08:11             | 07:11        |                       | 11:70         | 6:5          | 7:9                   | 15:90              |
| 05.                                       | SSV Esslingen                             | 06:15                    | 06:17             | 06:16        | 17:30                 |               | 18:10        | 20:14                 | 17:10              |
| 06.                                       | SV Cannstatt                              | 09:17                    | 07:15             | 04:12        | 6:7                   | 7:7           |              | 6:5                   | 13:60              |
| 07.                                       | White Sharks Hannover                     | 06:23                    | 05:18             | 06:10        | 09:12                 | 9:7           | 07:10        |                       | 11:80              |
| 08.                                       | SG Neukölln Berlin                        | 06:17                    | 05:22             | 06:20        | 05:11                 | 09:17         | 10:13        | 11:12                 |                    |

### Gruppe B

#### Abschlusstabelle
| Pl.                             | Verein                  | Sp. | S  | U | N  | Tore    | Diff. | Punkte |
| ------------------------------- | ----------------------- | --- | -- | - | -- | ------- | ----- | ------ |
| 1.                              | SV Krefeld 72           | 14  | 10 | 3 | 1  | 188:104 | +84   | 23:50  |
| 2.                              | OSC Potsdam             | 14  | 10 | 1 | 3  | 215:127 | +88   | 21:70  |
| 3.                              | SVV Plauen              | 14  | 9  | 3 | 2  | 140:117 | +23   | 21:70  |
| 4.                              | SC Neustadt             | 14  | 8  | 2 | 4  | 161:140 | +21   | 18:10  |
| 5.                              | SC Wedding Berlin       | 14  | 5  | 2 | 7  | 139:135 | +4    | 12:16  |
| 6.                              | SpVg Laatzen (N)        | 14  | 5  | 0 | 9  | 126:190 | −64   | 10:18  |
| 7.                              | SV Weiden               | 14  | 3  | 1 | 10 | 128:152 | −24   | 07:21  |
| 8.                              | SGW Leimen/Mannheim (N) | 14  | 0  | 0 | 14 | 077:235 | −158  | 0:28   |
| Stand: Endstand (28. März 2015) |                         |     |    |   |    |         |       |        |

 Teilnehmer an der Qualifikationsrunde Gruppe A – Gruppe B 
 (N) Aufsteiger aus der 2. Wasserball-Liga

#### Kreuztabelle
Die Kreuztabelle stellt die Ergebnisse aller Spiele dieser Saison dar. Die Heimmannschaft ist in der linken Spalte aufgelistet und die Gastmannschaft in der obersten Reihe.
| Gruppe B 25. Oktober 2014 – 28. März 2015 | Gruppe B 25. Oktober 2014 – 28. März 2015 | SV Krefeld 72 | OSC Potsdam | SVV Plauen | SC Neustadt | SC Wedding Berlin | SpVg Laatzen | SV Weiden |       |
| ----------------------------------------- | ----------------------------------------- | ------------- | ----------- | ---------- | ----------- | ----------------- | ------------ | --------- | ----- |
| 01.                                       | SV Krefeld 72                             |               | 13:12       | 11:11      | 18:60       | 12:80             | 14:40        | 12:70     | 30:40 |
| 02.                                       | OSC Potsdam                               | 10:90         |             | 7:9        | 21:90       | 18:10             | 19:70        | 13:12     | 27:20 |
| 03.                                       | SVV Plauen                                | 06:11         | 11:11       |            | 10:80       | 7:7               | 14:60        | 10:30     | 15:20 |
| 04.                                       | SC Neustadt                               | 9:9           | 11:90       | 10:80      |             | 10:40             | 15:70        | 15:60     | 14:90 |
| 05.                                       | SC Wedding Berlin                         | 7:7           | 08:14       | 04:10      | 13:70       |                   | 10:11        | 13:70     | 15:60 |
| 06.                                       | SpVg Laatzen                              | 09:20         | 09:18       | 07:14      | 11:18       | 14:13             |              | 14:11     | 13:70 |
| 07.                                       | SV Weiden                                 | 07:10         | 09:12       | 09:10      | 11:11       | 07:13             | 11:40        |           | 11:80 |
| 08.                                       | SGW Leimen/Mannheim                       | 04:12         | 08:24       | 05:15      | 04:18       | 05:14             | 06:10        | 07:17     |       |

## Qualifikationsrunde Gruppe A – Gruppe B
In der Qualifikationsrunde wurden die letzten vier Teilnehmer für die Play-off bzw. Play-down Endrunde ermittelt. Dabei trafen die letzten vier der Gruppe A auf die besten vier Mannschaften der Gruppe B. Die vier Sieger sicherten sich außerdem noch den Startplatz in der Gruppe A zur Folgesaison.
Modus: Best-of-Five
Termine: 11. April 2015 (1. Spiel), 18. April 2015 (2. Spiel), 19. April 2015 (3. Spiel) und 22. April 2015 (4. Spiel)
Die Mannschaften der Gruppe B hatten im 1. und 4. Spiel Heimrecht.
|           | Paarung       | Paarung | Paarung               | 1.    | 2.    | 3.    | 4.  | 5.  |
| --------- | ------------- | ------- | --------------------- | ----- | ----- | ----- | --- | --- |
| 1.B – 8.A | SV Krefeld 72 | –       | SG Neukölln Berlin    | 11:20 | 15:90 | 12:70 | ––– | ––– |
| 2.B – 7.A | OSC Potsdam   | –       | White Sharks Hannover | 11:12 | 04:11 | 12:15 | ––– | ––– |
| 3.B – 6.A | SVV Plauen    | –       | SV Cannstatt          | 11:60 | 12:11 | 12:14 | 9:6 | ––– |
| 4.B – 5.A | SC Neustadt   | –       | SSV Esslingen         | 11:13 | 11:25 | 09:17 | ––– | ––– |

 Krefeld, Hannover, Plauen und Esslingen qualifizierten sich für die Playoff-Endrunde und spielen zur Saison 2015/16 in der Gruppe A.

## Play-down

### Viertelfinale
Modus: Best-of-Three
Termine: 2. Mai 2015 (1. Spiel), 9. Mai 2015 (2. Spiel) und 10. Mai 2015 (3. Spiel)
Die erstgenannte Mannschaft hatte nur im 1. Spiel Heimrecht.
| Paarung             | Paarung | Paarung            | 1.    | 2.    | 3.  |
| ------------------- | ------- | ------------------ | ----- | ----- | --- |
| SGW Leimen/Mannheim | –       | SG Neukölln Berlin | 06:18 | 07:18 | ––– |
| SV Weiden           | –       | OSC Potsdam        | 06:11 | 07:22 | ––– |
| SpVg Laatzen        | –       | SV Cannstatt       | 08:14 | 05:16 | ––– |
| SC Wedding Berlin   | –       | SC Neustadt        | 11:80 | 07:11 | 6:9 |

### Abstieg 13–16

#### Halbfinale
Modus: Best-of-Five
Termine: 14. Mai 2015 (1. Spiel), 16. Mai 2015 (2. Spiel), 17. Mai 2015 (3. Spiel) und 23. Mai 2015 (4. Spiel)
Die erstgenannte Mannschaft hatte im 1. und 4. Spiel Heimrecht.
| Paarung             | Paarung | Paarung           | 1.    | 2.    | 3.    | 4.    | 5.  |
| ------------------- | ------- | ----------------- | ----- | ----- | ----- | ----- | --- |
| SGW Leimen/Mannheim | –       | SC Wedding Berlin | 04:10 | 03:18 | 07:10 | –––   | ––– |
| SV Weiden           | –       | SpVg Laatzen      | 12:60 | 08:11 | 7:5   | 12:60 | ––– |

 Absteiger in die 2. Wasserball-Liga

#### Spiel um Platz 13
Termine: Hinspiel: 6. Juni 2015 und Rückspiel: 13. Juni 2015
| Paarung   | Paarung | Paarung           | Hin   | Rück |
| --------- | ------- | ----------------- | ----- | ---- |
| SV Weiden | –       | SC Wedding Berlin | 08:10 | 8:9  |

### Turnier um die Plätze 9–12 inBerlin

#### Halbfinale
Termin: 23. Mai 2015
| Paarung            | Paarung | Paarung      | Ergebnis |
| ------------------ | ------- | ------------ | -------- |
| SG Neukölln Berlin | –       | SC Neustadt  | 12:10    |
| OSC Potsdam        | –       | SV Cannstatt | 13:10    |

#### Spiel um Platz 11
Termin: 24. Mai 2015
| Paarung     | Paarung | Paarung      | Ergebnis |
| ----------- | ------- | ------------ | -------- |
| SC Neustadt | –       | SV Cannstatt | 07:11    |

#### Spiel um Platz 9
Termin: 24. Mai 2015
| Paarung            | Paarung | Paarung     | Ergebnis |
| ------------------ | ------- | ----------- | -------- |
| SG Neukölln Berlin | –       | OSC Potsdam | 09:17    |

## Play-off

### Viertelfinale
Modus: Best-of-Three
Termine: 2./3./7. Mai 2015 (1. Spiel) und 9./10. Mai 2015 (2. Spiel)
Die erstgenannte Mannschaft hatte nur im 1. Spiel Heimrecht.
| Paarung               | Paarung | Paarung                  | 1.    | 2.    | 3.  |
| --------------------- | ------- | ------------------------ | ----- | ----- | --- |
| SV Krefeld 72         | –       | Wasserfreunde Spandau 04 | 11:15 | 08:21 | ––– |
| White Sharks Hannover | –       | Waspo 98 Hannover        | 05:16 | 06:13 | ––– |
| SVV Plauen            | –       | ASC Duisburg             | 16:17 | 07:23 | ––– |
| SSV Esslingen         | –       | SV Bayer Uerdingen 08    | 12:11 | 8:7   | ––– |

### Turnier um die Plätze 5–8 inUerdingen

#### Halbfinale
Termin: 23. Mai 2015
| Paarung               | Paarung | Paarung               | Ergebnis |
| --------------------- | ------- | --------------------- | -------- |
| SV Bayer Uerdingen 08 | –       | SV Krefeld 72         | 24:23    |
| SVV Plauen            | –       | White Sharks Hannover | 09:14    |

#### Spiel um Platz 7
Termin: 24. Mai 2015
| Paarung       | Paarung | Paarung    | Ergebnis |
| ------------- | ------- | ---------- | -------- |
| SV Krefeld 72 | –       | SVV Plauen | 14:70    |

#### Spiel um Platz 5
Termin: 24. Mai 2015
| Paarung               | Paarung | Paarung               | Ergebnis |
| --------------------- | ------- | --------------------- | -------- |
| SV Bayer Uerdingen 08 | –       | White Sharks Hannover | 12:13    |

### Plätze 1–4

#### Halbfinale
Modus: Best-of-Five
Termine: 20. Mai 2015 (1. Spiel), 23. Mai 2015 (2. Spiel) und 24. Mai 2015 (3. Spiel)
Die erstgenannte Mannschaft hatte nur im 1. Spiel Heimrecht.
| Paarung       | Paarung | Paarung                  | 1.    | 2.    | 3.    | 4.  | 5.  |
| ------------- | ------- | ------------------------ | ----- | ----- | ----- | --- | --- |
| SSV Esslingen | –       | Wasserfreunde Spandau 04 | 04:12 | 08:20 | 06:19 | ––– | ––– |
| ASC Duisburg  | –       | Waspo 98 Hannover        | 8:6   | 9:8   | 5:3   | ––– | ––– |

#### Spiel um Platz 3
Modus: Best-of-Three
Termine: 10. Juni 2015 (Esslingen) und 13. Juni 2015 (Hannover)
| Paarung       | Paarung | Paarung           | 1.    | 2.    | 3.  |
| ------------- | ------- | ----------------- | ----- | ----- | --- |
| SSV Esslingen | –       | Waspo 98 Hannover | 11:12 | 07:16 | ––– |

#### Finale
Modus: Best-of-Five
Termine: 10. Juni 2015 (Duisburg), 13. Juni 2015 (Berlin) und 14. Juni 2015 (Berlin)
| Paarung      | Paarung | Paarung                  | 1.  | 2.    | 3.    | 4.  | 5.  |
| ------------ | ------- | ------------------------ | --- | ----- | ----- | --- | --- |
| ASC Duisburg | –       | Wasserfreunde Spandau 04 | 6:7 | 04:13 | 07:13 | ––– | ––– |

 Deutscher Meister

## Die Meistermannschaft
| 1.                                | Wasserfreunde Spandau 04 |
| Logo der Wasserfreunde Spandau 04 | - Tor: László Baksa, Tim Höhne - Feldspieler: Martin Famera, Christian Schlanstedt, Mateo Ćuk, Tobias Preuss, Maurice Jüngling, Petar Marković, Erik Miers, Marko Stamm , Moritz Oeler, Marin Restović, Tim Donner, Vincent Hebisch, Phillip Gottfried, Maximilian Costa, Tomi Tadin - Trainer: Petar Kovačević |